# Erdőhát úti-barlang
Az Erdőhát úti-barlang Magyarország megkülönböztetetten védett barlangjai között van. A Duna–Ipoly Nemzeti Parkban lévő Budai-hegységben található. Sokan ismerik, mivel turistaút mellett nyílik. Turista útikalauzokban is szerepel.

## Leírás
A Budapest III. kerületében lévő egykori Mátyáshegy városrészben, a Mátyás-hegy Ny-i gerincén, a csúcstól nem messze, az Erdőhát út végén nyílik. Az Országos Kéktúra kék sáv jelzéséből kiágazó kék kereszt jelzést követve (a Fenyőgyöngye Vendéglő közelében van ez az elágazás) érhető el legkönnyebben; vagy a Fenyőgyöngye felől, vagy a Bécsi út felől. Vaskorláttal elkerített természetes jellegű és majdnem függőleges tengelyirányú bejárata közvetlenül a turistaút mellett, azon nyílik.
Régi leírások szerint bejárati része felső eocén bryozoás márgában alakult ki, lejjebb mészkőben. Kraus Sándor 1983-as leírása szerint triász tűzköves mészkőben van. Kraus (1984, 1990) és Leél-Őssy Szabolcs (1995) szerint triász tűzköves dolomitban jött létre. Valószínűleg ez a befoglaló kőzete. A bejárat után terem következik. Hidrotermális eredetére utalnak a benne található gömbüstök. A barlang eltömődött és régi, hévizes forráskürtő. Nincs lezárva, de kötéltechnikai eszközökkel és engedéllyel látogatható.
További bontása az anyag kiszállítása miatt nehéz.
Előfordul a barlang az irodalmában Erdőhát uti-barlang (Kraus 1984), Erdőhát-uti-barlang (Gazdag 1990), Erdőhát úti barlang (Tóth, Adamkó 1982), Erdőhát-úti-barlang (Kraus Sándor a Tábori tájékoztatóban), Mátyás-hegyi-dolomitüreg (Kordos 1984), Mátyáshegyi kőfülke (Kordos 1984), Mátyás-hegyi-sziklaüreg (Pápa, Dénes 1982), Mátyás-hegyi sziklaüreg (Pápa 1966) és Mátyás-hegyi üreg neveken is. 1982-ben volt először Erdőhát úti-barlangnak nevezve a barlang az irodalmában.

## Kutatástörténet
1938-ban Horusitzky Henrik említett egy akkor még járatlan üreget a Mátyás-hegyen. A leírás szerint a Mátyás-hegy É-i lejtője felső karni emeleti szaruköves dolomitból áll, amelyben, annak Ny-i oldalán kis pikkelyként alsó karni emelethez tartozó szaruköves mészkő van beékelve. A dolomitban egy kicsi, még járatlan üreg is található. Valószínűleg ez az első nyomtatásban megjelent ismertetés a barlangról. Az 1957. évi Földrajzi Értesítőben megjelent tanulmány szerint néhány, budai kis üreg esetében gyakran fordul az elő, hogy pontosan nem megállapítható, hogy természetes, vagy mesterséges eredetű-e (gellért-hegyi, sas-hegyi, mátyás-hegyi, csíki-hegyi üregek).
Az 1958-ban megjelent, Budapest természeti képe című könyvben az van írva, hogy a Horusitzky Henrik által készített egyik térképen fel van tüntetve egy dolomitban lévő barlang. Ez a barlang a Mátyás-hegy ÉNy-i oldalán, a nyereg környékén, 280 m magasságban van. Először a VMTE Barlangkutató Szakosztálya végzett bontást az üregben. Az 1966-ban kiadott Budai-hegység útikalauzban meg van említve, hogy a Mátyás-hegy csúcsától lefelé ereszkedve, ahol a turistaút meredekké, sziklalépcsőssé válik, ott balra, közvetlenül az út mellett található a Mátyás-hegyi sziklaüreg.
1981 nyarán vette észre a barlangot Papp János, a Rózsadombi Kinizsi Barlangkutató és Hegymászó Egyesület tagja és ekkor került az egyesület érdeklődési körébe az üreg. A kutatást azután az egyesület folytatta. Az egyesület által végzett kutatás előtt csak a legfelső terem volt ismert. Az egyesület tagjainak sok háztartási szemetet és törmeléket kellett eltávolítaniuk az üregből. A feltárást Papp János, Onjestyák György és Maráczi József irányították. 1982-ben az Óbudai Szeszgyár Kinizsi Sportkör Barlangkutató Csoportjának volt kutatási engedélye a barlang kutatásához. Az 1982-ben megjelent, Pápa Miklós és Dénes György által írt útikalauzban meg van ismételve az 1966-ban napvilágot látott útikalauzban lévő említés, de az 1982-es kiadványban Mátyás-hegyi-sziklaüreg a neve.

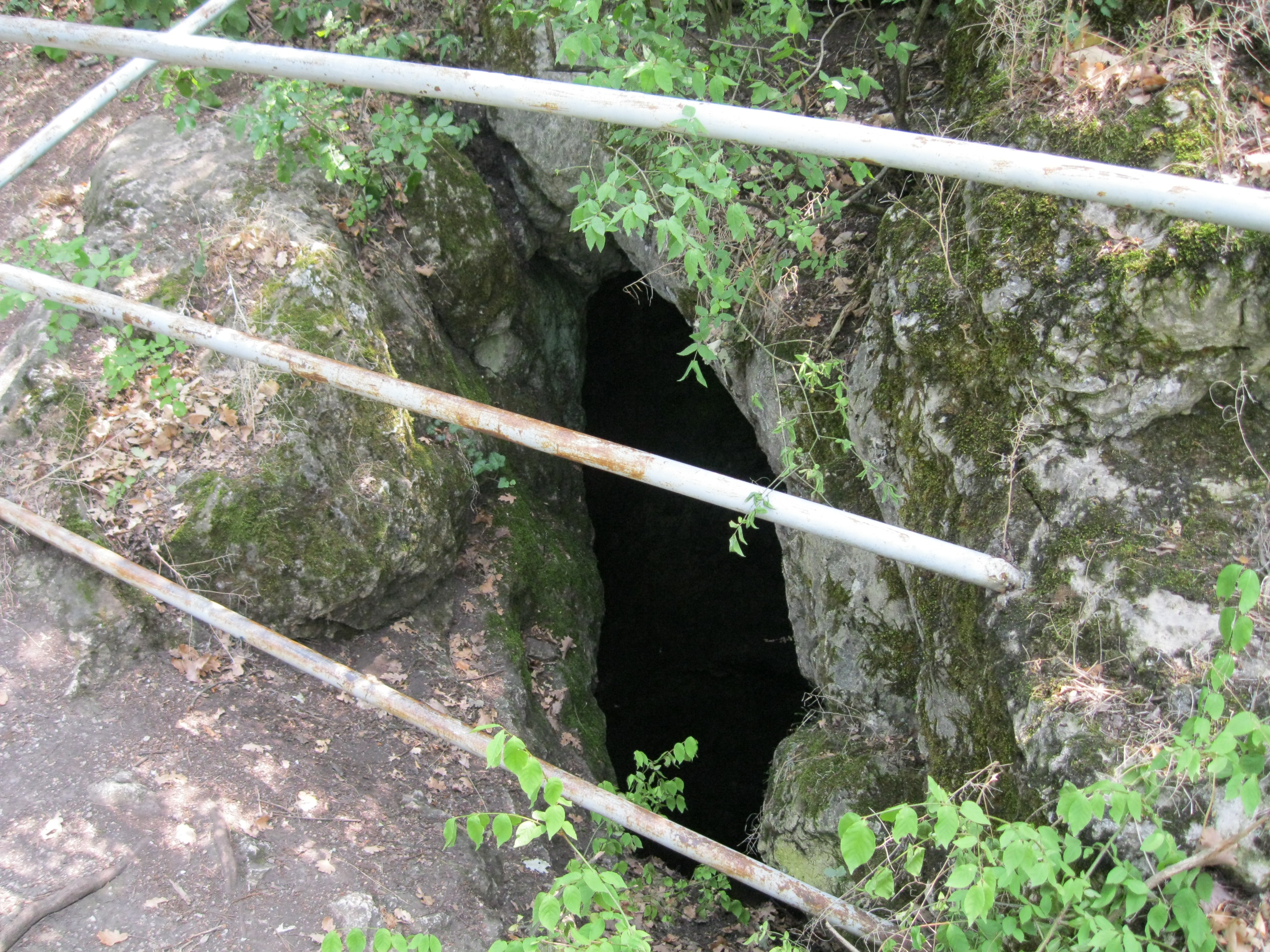
A barlang bejárata 2011-ben

1984-ben Kárpát József segítségével készítették el a barlang alaprajz térképét, hossz-szelvény térképét és keresztszelvény térképeit Papp János, Onjestyák György és Maráczi József. Feltételezésük szerint a barlang összeköttetésben van a Mátyás-hegyi-barlang még ismeretlen szakaszaival. 1984-ben Kraus Sándor szerkesztette meg a barlang alaprajz térképét, hossz-szelvény térképét és vízszintes szelvény térképeit. Ekkor az üreg kőzetét is vizsgálta. Az 1984-ben kiadott, Magyarország barlangjai című könyv országos barlanglistájában szerepel a Budai-hegységben lévő barlang Mátyás-hegyi-dolomitüreg néven Mátyáshegyi kőfülke névváltozattal. A listához kapcsolódóan látható a Dunazug-hegység barlangjainak földrajzi elhelyezkedését bemutató 1:500 000-es méretarányú térképen a barlang földrajzi elhelyezkedése.
Az 1987-es MKBT kutatótábor egyik tervezett helyszíne volt. Az 1987. évi Karszt és Barlangban lévő beszámolóban látható egy helyszínrajz, amelyen a központi tábor tervezett munkahelyeinek elhelyezkedése figyelhető meg. A helyszínrajzon jelölve van az Erdőhát úti-barlang helye. A beszámoló szerint a barlang a Mátyás-hegy nyergében haladó, jelzetlen turistaösvény mellett, kb. 286 m tszf. magasságban nyílik. A régi hévforrástölcsér több mint 15 m mély. A tábor ideje alatt 4 napig volt bontva és ekkor több m³ kitöltés lett felszínre szállítva a végponti teremből kiépített kötélpálya használatával. Kraus Sándor alapján barlangföldtanilag ez a kürtő a Mátyás-hegyi-barlang tömbjének régebbi, a Ferenc-hegyi-barlanggal és a Nagybányai úti barlangokkal azonos, vagy azoknál is idősebb kialakulású és kitöltöttségű barlangja.

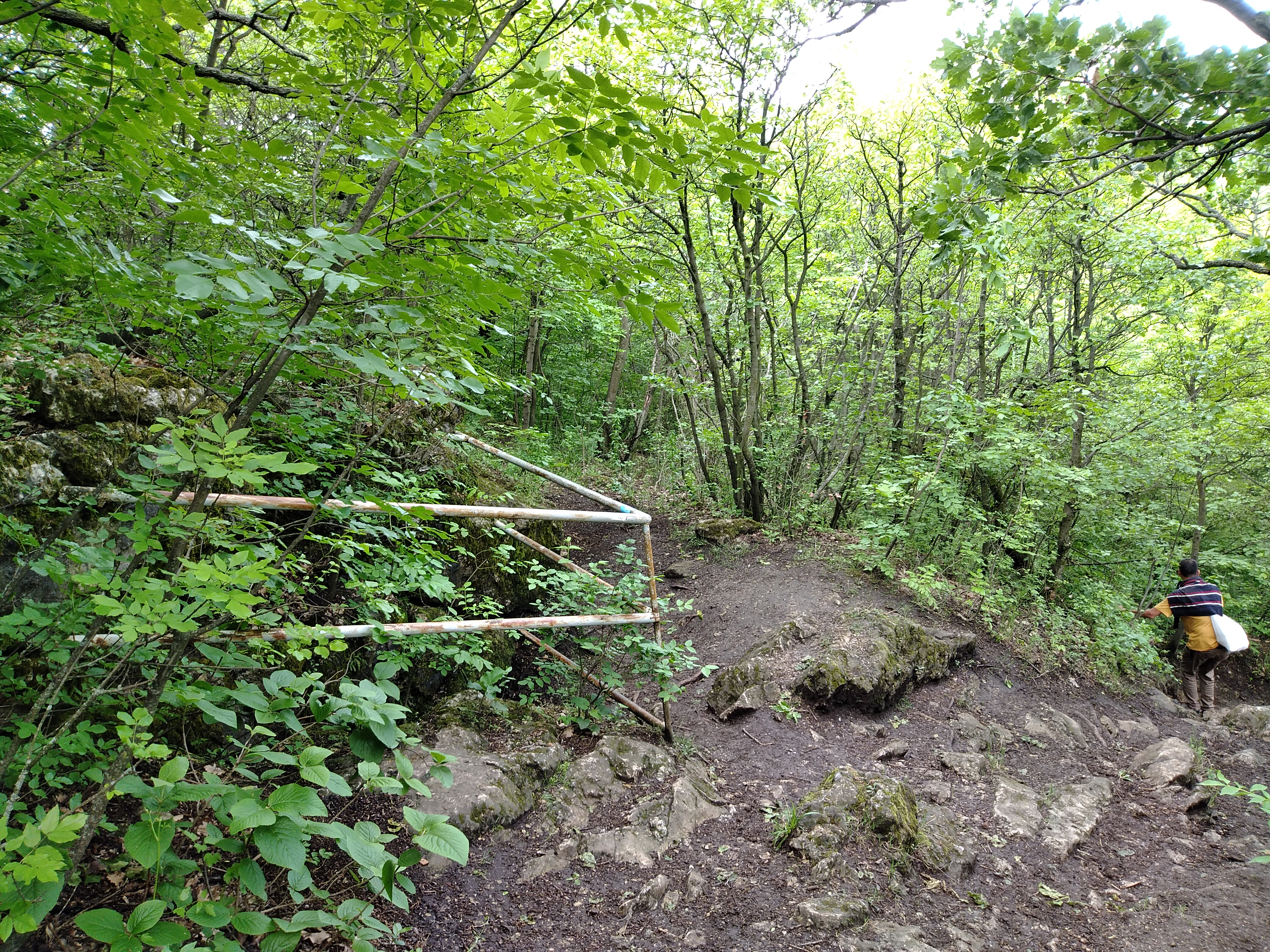
A barlang bejárata 2021-ben

Vöröses-barnás színű, szivacsos szerkezetű, fehér, karbonátos rétegeket tartalmazó agyag tölti ki a primer barlangüreget. A szivacsos, fehér hévizes lerakódások az elvégzett vizsgálatok szerint 24,1% CaO-t, 19,3% MgO-t és 17,2% SiO2-t tartalmaznak. A kitöltés jellege és a záródó primer üregformák miatt lett befejezve feltáró kutatása a tábor negyedik napján. A Tábori tájékoztatóban megjelent egy rövid írás a barlangról, illetve a barlang Kraus Sándor által 1984-ben készített alaprajz térképe és hossz-szelvény térképe. A kiadványban van egy ábra, amelyen megfigyelhető, hogy a budai barlangok közül néhány, pl. az Erdőhát úti-barlang mekkora tszf. magasságban helyezkedik el, illetve ezeknek a barlangoknak mekkora a függőleges kiterjedése. 1989-ben az Erzsébet SC Barlangkutató Csoport a barlangban tisztítási és ácsolat-felújítási munkát végzett.
1990-ben a Styx Barlangkutató Csoportnak volt kutatási engedélye a barlang kutatásához. Kraus Sándor ásványtani vizsgálatokat végzett benne és magnezit jelenlétét állapította meg, ezt az 1991-es tanulmányában közölte. Az 1995. évi Földtani Közlönyben napvilágot látott és Leél-Őssy Szabolcs által írt tanulmány szerint a barlangban tűzköves dolomit (Mátyáshegyi Formáció Sashegyi dolomit tagozat) látható. A képződmény a barlang mellett, a felszínen is előfordul. A Rózsadomb és környékének majdnem összes barlangja zárt, kaverna típusú üregrendszer, amelyeknek rendszerint nem volt természetes bejáratuk. Kivétel ez alól az Erdőhát úti-barlang. Az 1970-es években már hosszabb kutatások is történtek a területen, pl. az Erdőhát úti-barlangban, de átütő felfedezés nem történt.

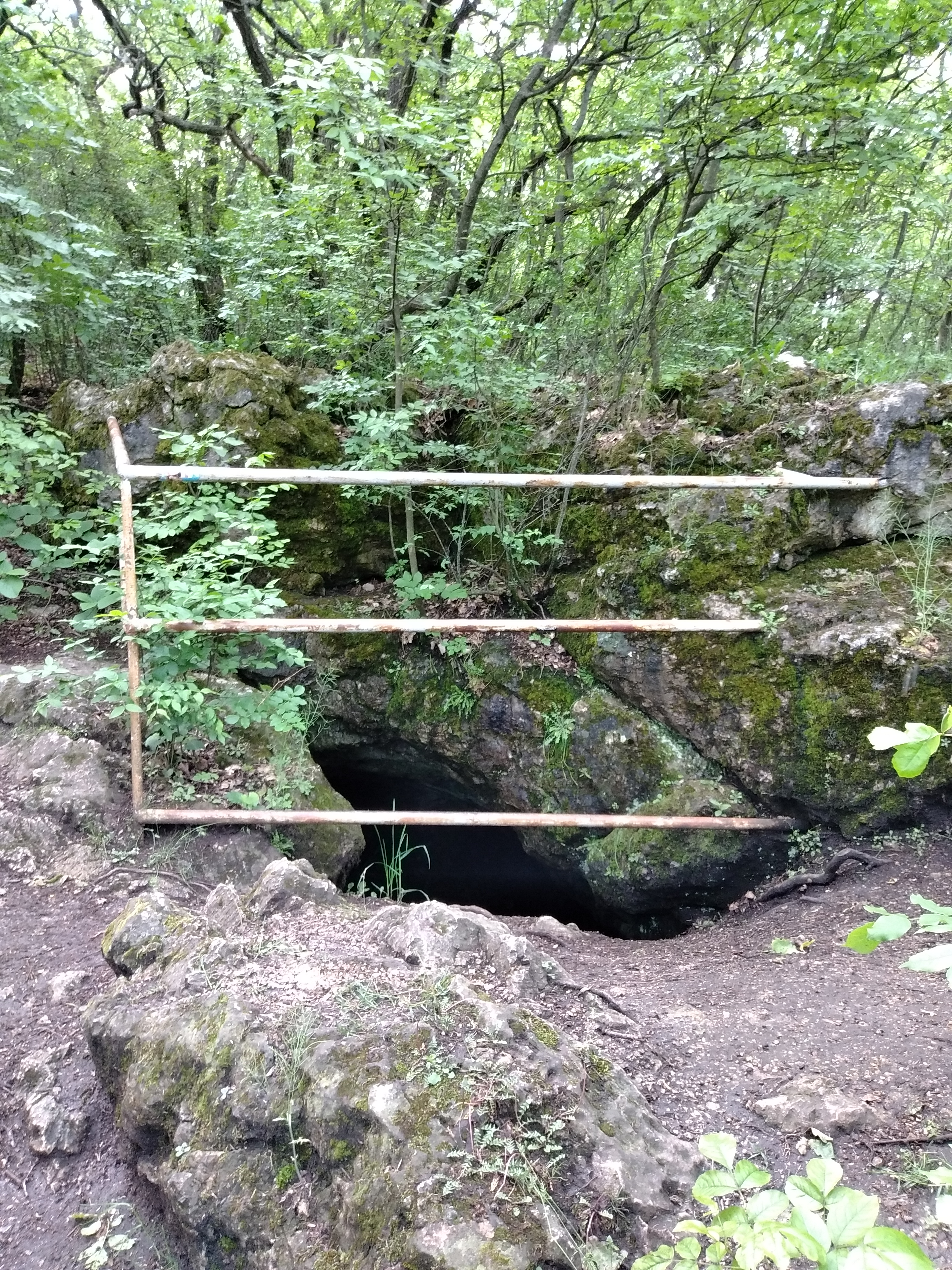
A barlang bejárata 2021-ben

A vizsgált területen vannak ásványokban nagyon bővelkedő barlangok, pl. az Erdőhát úti-barlang. A barlangnak szinte kizárólagos ásványképződménye a kalcitszivacs. Dolomit található a barlang tűzköves dolomitban keletkezett aknájában néhány, pattogatott kukoricához hasonló borsókőben is. Ásványtani érdekesség, hogy ezekben a borsókövekben magnezit és ankerit is megjelennek. A Mátyás-hegy csúcsának közelében, a Ny-i gerincen van 1 m-nél nagyobb bejárata, amely nagyon meredek lejtésű aknába vezet. Majdnem teljesen kitölti a borsókő és szivacsos kalcit a több méter átmérőjű, tűzköves dolomitban keletkezett hévforráskürtőt. 17 m mélyre bontottak le az 1970-es évek végén ebben a nagyon látványos ásványkiválásban Adamkó Péter, Maráczi József és Papp János által vezetve.
Valószínű, hogy a Mátyás-hegy tömbjében 3 barlangrendszer van. A felső barlangrendszer a keleti kőfejtő 14 barlangjából és a feltehetően alattuk lévő, még ismeretlen járatokból áll. A középső barlangrendszer a Mátyás-hegyi-barlang. A harmadik az Erdőhát úti-barlang rendszere. A tanulmányhoz mellékelve lett a Rózsadomb és környéke barlangjainak helyszínrajza, amelyen jelölve van a barlang helye. A 2002. évi MKBT Tájékoztatóban meg van említve, hogy 1988-ban az Erzsébet SC Barlangkutató Szakosztály kitakarította az Erdőhát-úti-barlangot és feltárta a barlang kristályfülkéjét.
A 2004. évi Élet és Tudományban szó van arról, hogy a Mátyás-hegy Ny-i gerincén lévő cserjésben található az Erdőhát úti barlang bejárata, amely a maga nemében barlangtani különlegesség. A tűzköves dolomitban keletkezett egykori hévforráskürtő csak 17 m mélységig ismert. Hófehér szivacsos kalcit- és borsókő tölti ki a jelenlegi végpontját. Ezek a kiválások ásványtani vizsgálatok alapján tiszta magnezitnek bizonyultak, megerősítve azt, hogy itt régen egy forráskürtő működött. Méretében ugyan eltörpül ez a kis üreg a hegy fő barlangja, a Mátyás-hegyi-barlang mellett, de egy korszakot jelöl a budai termálkarszt barlangjainak keletkezési folyamatában, mert a Mátyás-hegyen lévő és jól elkülöníthető három keletkezési szint közül ez az egyik (a középsőt a Mátyás-hegyi-barlang, a felsőt a Pest felé tekintő keleti kőfejtő barlangjai jelzik). A publikációban közölve lett a barlang hosszmetszet térképe és 5 keresztmetszet térképe (M=1:100, KvVM, Országos Barlangnyilvántartás), illetve egy színes fénykép, amelyen a barlangból származó, szivacsos kalcitkiválás figyelhető meg.
A Duna–Ipoly Nemzeti Park Igazgatóság működési területén, a Budai-hegységben elhelyezkedő, 4763/10 kataszteri számú Erdőhát úti-barlang, 2006. február 28-tól, a környezetvédelmi és vízügyi miniszter 8/2006. KvVM utasítása szerint, megkülönböztetett védelmet igénylő barlang. Megkülönböztetett védettségét indokolja, hogy a hévizes eredetű és függőleges hasadékbarlang szép kiválásokkal van díszítve. A Duna–Ipoly Nemzeti Park Igazgatóság működési területén lévő, 4763-10 kataszteri számú Erdőhát úti-barlang, 2012. február 25-től, a vidékfejlesztési miniszter 4/2012. (II. 24.) VM utasítása szerint, megkülönböztetetten védett barlang.

## További irodalom
- Hazslinszky Tamás et al.: Ajánlás a budai Rózsadomb és környéke termálkarsztja UNESCO világörökség-listára történő felterjesztéséhez. Magyar Karszt- és Barlangkutató Társulat, Budapest, 1993.
- Nádor Annamária: A Budai-hegység paleokarsztjai. Kézirat, 1991. Egyetemi doktori értekezés. ELTE Általános és Történeti Földtan Tanszék. 171 old.